# Antoine-Jean Gros
Pour les articles homonymes, voir Gros.
Antoine-Jean Gros, baron Gros, né le 16 mars 1771 à Paris et mort le 25 juin 1835 à Meudon, est un peintre français néoclassique et préromantique. 

## Biographie

### Enfance et formations

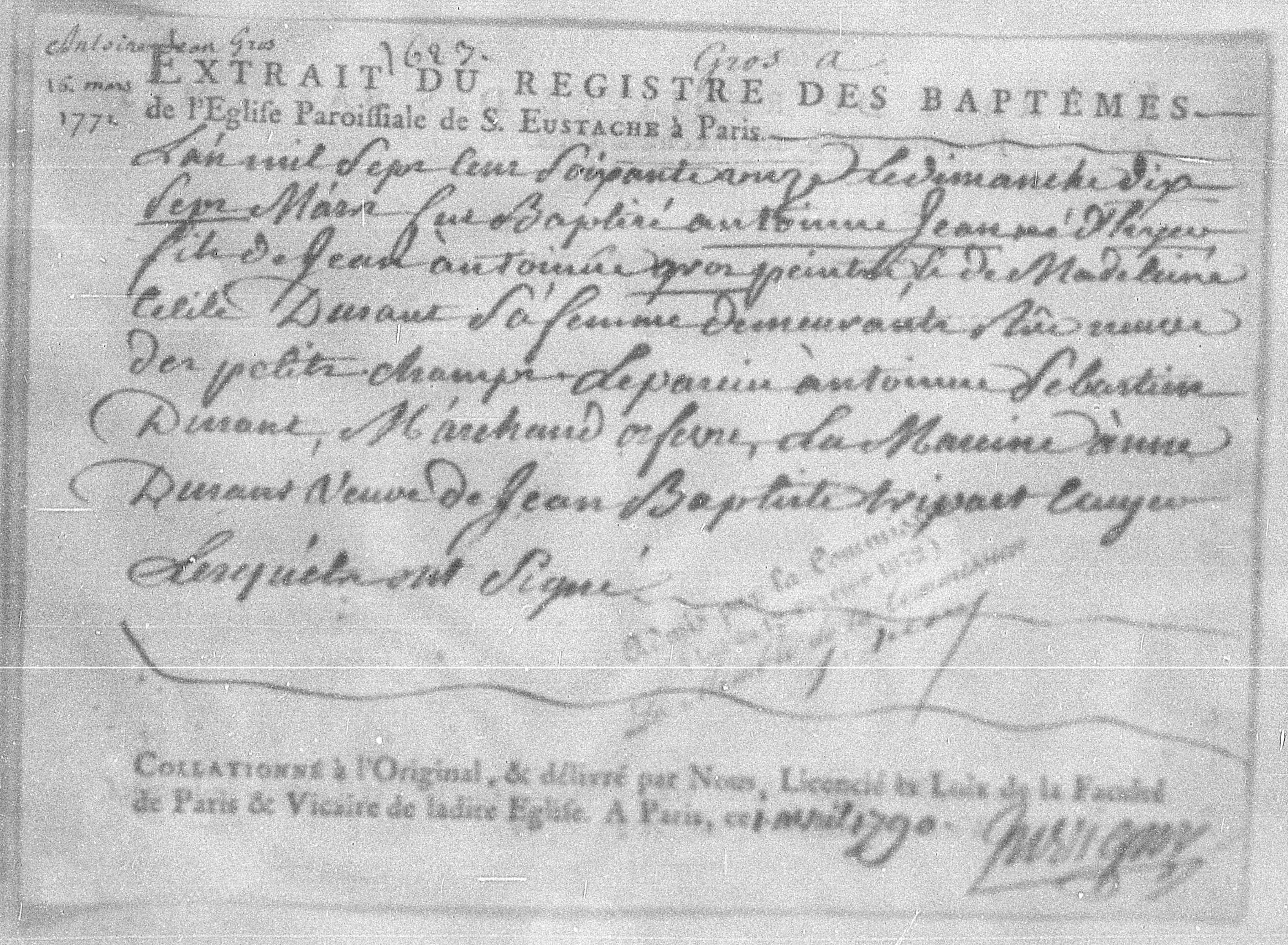
Acte de baptême d'Antoine-Jean Gros le 17 mars 1771 à l'église Saint-Eustache de Paris.

Antoine-Jean Gros est né à Paris le 16 mars 1771 au 7, rue Neuve-des-Petits-Champs (actuelle rue des Petits-Champs). Il est baptisé le lendemain dans l'église Saint-Eustache, l'église de sa paroisse. La mère d'Antoine-Jean Gros, Pierrette Madeleine Cécile Durand (1745–1831), est pastelliste. Son père Jean Antoine Gros est peintre en miniatures et un collectionneur avisé de tableaux. Ce dernier apprend à son fils à dessiner à l’âge de six ans, et se montre dès le début un maître exigeant. Vers la fin de 1785, Antoine-Jean Gros entre, de son propre gré, dans l’atelier de Jacques-Louis David, qu’il fréquente assidûment tout en continuant de suivre les classes du collège Mazarin.

### Départ en Italie
La mort de son père, que la Révolution avait atteint dans ses biens, oblige Gros à vivre de ses propres ressources. Dès lors il se dévoue entièrement à sa profession et participe en 1792 au grand prix, mais sans succès. C’est à cette époque qu'il reçoit la commande des portraits des membres de la Convention. Lorsqu’il est interrompu par le développement de la Révolution, en 1793, Gros quitte la France pour l’Italie. Il vit à Gênes de sa production de miniatures et de portraits. Il visite Florence. En retournant à Gênes, il rencontre Joséphine de Beauharnais et la suit à Milan, où il est bien reçu par son mari.

### Rencontre avec Bonaparte

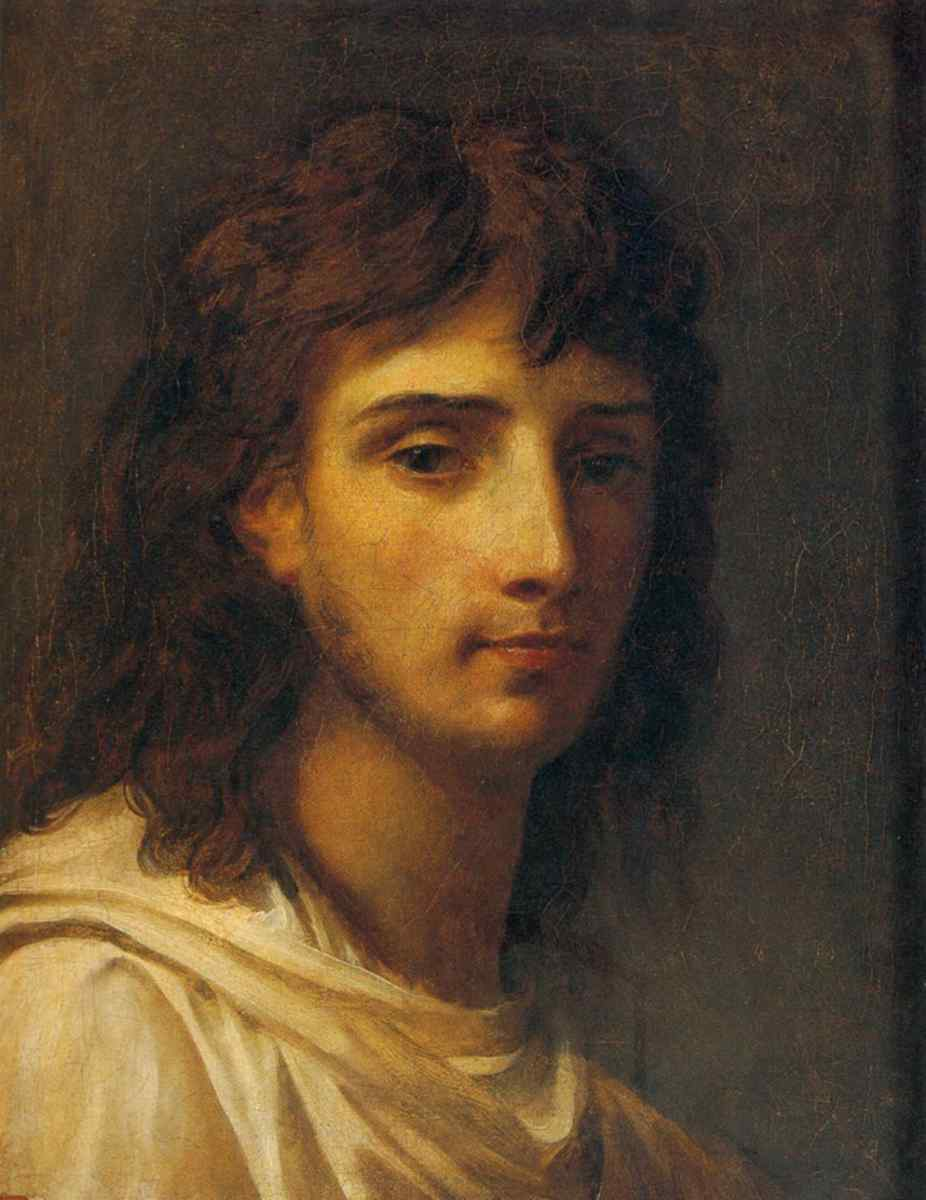
Autoportrait (1795), huile sur toile, château de Versailles.

Le 15 novembre 1796, Gros est présent avec l’armée près d’Arcole, où Bonaparte plante le drapeau de l'armée d'Italie sur le pont. Bonaparte lui commande à Milan un tableau pour immortaliser cet événement. Satisfait par l'œuvre, Bonaparte lui confie le poste d’inspecteur aux revues, ce qui lui permet de suivre l’armée. En 1797, sur la recommandation de Joséphine de Beauharnais, il le nomme à la tête de la commission chargée de sélectionner les œuvres d'art ramenées d'Italie vers la France à la suite du traité de Tolentino (19 février 1797), qui sont destinées à enrichir les collections du musée du Louvre. Antoine-Jean Gros peint Sappho à Leucate pour le général Desolles.

### Retour en France
En 1799, s’étant échappé de Gênes assiégée, Antoine-Jean Gros se rend à Paris et installe son atelier aux Capucins en 1801. Son esquisse pour le Combat de Nazareth remporte le prix offert en 1802 par les consuls, mais ne lui est pas remis, en raison d'une jalousie supposée de Napoléon envers Junot,. Toutefois Napoléon indemnise Gros en lui commandant de peindre sa visite à la maison de la peste de Jaffa, Bonaparte visitant les pestiférés de Jaffa suivi en 1806 par La Bataille d'Aboukir (château de Versailles) et en 1808 par Napoléon sur le champ de bataille d'Eylau (musée du Louvre).
Gros est décoré par Napoléon à l'occasion du Salon de 1808 où il expose Napoléon sur le champ de bataille d'Eylau. En 1810, ses Madrid et Bonaparte haranguant l'armée avant la bataille des Pyramides (château de Versailles) montrent un déclin de sa peinture. Son François Ier et Charles Quint, 1812 (musée du Louvre) connaît pourtant un succès considérable, et la décoration de l'intérieur de l'église Sainte-Geneviève commencée en 1811 et terminée en 1824, qui lui vaudra le titre de baron par Charles X, est une des œuvres des dernières années de Gros qui renoue avec la vigueur de ses débuts. En 1815, David quitte Paris pour Bruxelles et l'exil. C'est alors Gros qui malgré quelques réticences reprend l'atelier de David en 1816. Il sera l'un des plus grands formateurs d'élèves de la première moitié de ce siècle.
Sous la Restauration, il devient membre de l’Institut, et le 5 novembre 1816 il est nommé professeur à l’École des beaux-arts de Paris, succédant à François-Guillaume Ménageot et précédant Horace Vernet. Il est nommé chevalier de l’ordre de Saint-Michel, et baron en 1824. Le Départ de Louis XVIII aux Tuileries (1817) (château de Versailles), l’Embarquement de la Duchesse d'Angoulême à Pauillac (1818) (musée des beaux-arts de Bordeaux), le plafond de la salle égyptienne du Louvre et, finalement, son Hercule et Diomède, exposé en 1835, témoignent d'un retour de Gros vers un néoclassicisme plus orthodoxe, sous l'influence de David.
Mais son revirement trop déférent envers le nouveau régime lui vaut quelques moqueries de ses contemporains, dont le libelle "Le Gros l'a peint", qui ridiculise son portrait de Louis XVIII engoncé dans la cascade de fourrure d'hermine, de soie blanche et de plumes d'autruche de son habit de sacre.

### Déclin et suicide

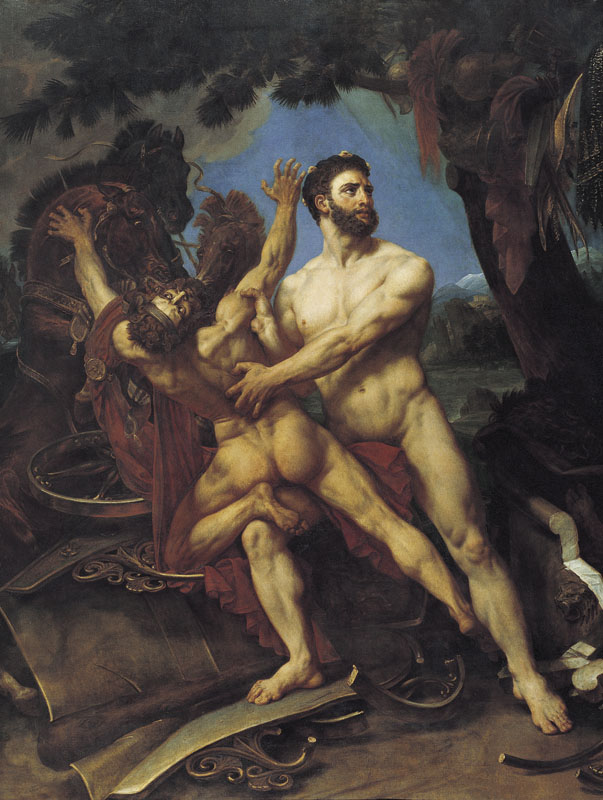
Hercule et Diomède (1835), musée des Augustins de Toulouse.

Le changement de régime en 1815 voit l'avènement de la peinture romantique, qui connaît un succès grandissant à partir des années 1820. Partagé entre ses aspirations picturales annonçant le romantisme et l'enseignement classique de son maître David, le baron Gros connut une seconde partie de carrière empreinte de doutes. Alors que David lui reproche de ne pas avoir encore exécuté de chef-d'œuvre mythologique, à l'instar de ses confrères Girodet et Gérard, Gros lui obéit et expose à partir de 1825 diverses œuvres mythologiques. Leur accueil par la critique est glacial, le genre étant peu à peu tombé en désuétude. La jeunesse romantique, fascinée par ses peintures napoléoniennes, s'indigne de ce revirement chez un maître qu'elle affectionne particulièrement. En 1835, Gros envoie au Salon son Hercule et Diomède (musée des Augustins de Toulouse), mis à mal par la critique. Ce sera son dernier envoi au Salon, mais aussi son dernier tableau.
Se sentant délaissé par ses élèves et en proie à des difficultés personnelles, Gros décide de se suicider. Le 25 juin 1835, il est retrouvé noyé sur les rives de la Seine près de Meudon. Dans un dernier message qu’il laisse dans son chapeau, il écrit que « las de la vie, et trahi par les dernières facultés qui [la lui rendaient] supportable, [il avait] résolu de [s’]en défaire. »
Il est inhumé à Paris au cimetière du Père-Lachaise (25e division).
Son fonds d'atelier et ses collections sont dispersées lors d'une vente après décès organisée à Paris, le 23 novembre 1835 et les jours suivants.

## Œuvres

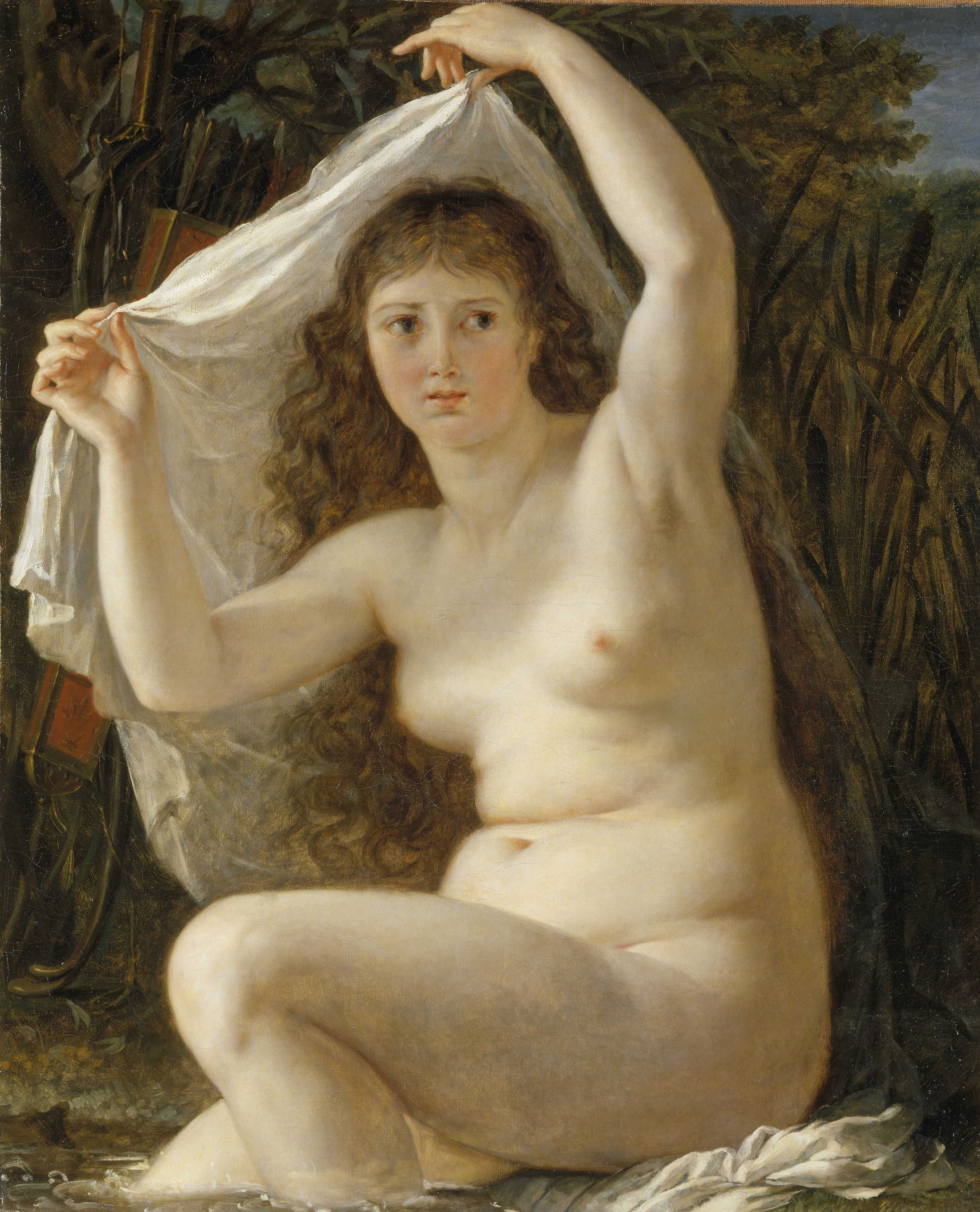
Une baigneuse (1791), musée des Beaux-Arts et d'Archéologie de Besançon.

- Une baigneuse, 1791, huile sur toile, musée des Beaux-Arts et d'Archéologie de Besançon.
- Autoportrait, 1795, huile sur toile, château de Versailles.
- Bonaparte au pont d'Arcole, avant 1796, étude, huile sur toile, 73 × 59 cm, musée du Louvre[13].
- Bonaparte au pont d'Arcole, 1796, huile sur toile, 130 × 94 cm, château de Versailles[14].
- Bonaparte au pont d'Arcole, 1796, huile sur toile, Arenenberg, musée Napoléon.
- Bonaparte au pont d'Arcole, 1796-1797, huile sur toile, 134 × 104 cm, Saint-Pétersbourg, musée de l'Ermitage[15].
- Bucéphale dompté par Alexandre, vers 1800, plume et encre brune, lavis de sépia, 19,8 × 29,8 cm, Paris, musée du Louvre[16].
- 'Sappho à Leucate, 1801, huile sur toile, 122 × 100 cm, Bayeux, musée d'Art et d'Histoire Baron-Gérard[17].
- Le Combat de Nazareth, 1801, huile sur toile, 136 × 196 cm, musée d'Arts de Nantes[18].
- Bonaparte, général en chef de l'armée d'orient, touche une tumeur pestilentielle, en visitant les pestiférés de Jaffa, vers 1802, 91 × 116 cm[19].
- Bonaparte visitant les pestiférés de Jaffa, 1804, huile sur toile, 523 × 171 cm, Paris, musée du Louvre[20].
- La Bataille d'Aboukir, 1806, huile sur toile, château de Versailles.
- Napoléon sur le champ de bataille d'Eylau, 1808, huile sur toile, 521 × 178 cm, Paris, musée du Louvre[21].
- Portrait équestre de Jérôme Bonaparte, roi de Westphalie (1784-1860), 1808, huile sur toile, château de Versailles.
- Bonaparte haranguant l'armée avant la bataille des Pyramides, 1810, huile sur toile, château de Versailles.
- François Ier et Charles Quint visitent les tombeaux de Saint-Denis (1812), huile sur toile, musée du Louvre
- Portrait équestre de Joachim Murat, roi de Naples (1812), huile sur toile, musée du Louvre.
- Portrait présumé de la maréchale Lannes, vers 1815-1820, huile sur toile, 73,5 x 59,5 cm, musée des Beaux-Arts d'Orléans[22]
- Le Départ de Louis XVIII aux Tuileries, 1817, huile sur toile, château de Versailles.
- Portrait en pied du roi Louis XVIII en costume de sacre, 1817, huile sur toile, château de Versailles.
- Embarquement de la Duchesse d'Angoulême à Pauillac, 1818, musée des Beaux-Arts de Bordeaux.
- Bacchus et Ariane, 1821, huile sur toile, Ottawa, Musée des beaux-arts du Canada.
- David jouant de la harpe pour le roi Saül, Salon de 1822, huile sur toile, 184 × 227 cm, Paris, musée du Louvre.
- L'Apothéose de sainte Geneviève, 1824 ou 1827, coupole du Panthéon de Paris.
- Portrait de Madame Récamier, 1825, huile sur toile, 62,3 × 51,2 cm, Zagreb, Strossmayerova galerija starih majstora.
- Le Temps élève la Vérité vers les marches du trône, la Sagesse l'y reçoit, un génie naissant l'écoute, les armes royales sont à ses pieds, commandé en 1826, huile sur toile, 96 × 130 cm, Paris, musée du Louvre, salle des Colonnes[23].
- Mars, couronné par la Victoire, écoutant la Modération, arrête ses coursiers et baisse ses javelots, commandé en 1826, huile sur toile, 96 × 130 cm, Paris, musée du Louvre, salle des Colonnes[23].
- Portrait de Pierre-Jacques Orillard, comte de Villemanzy, Pair de France, Salon de 1827, huile sur toile, 145 × 115 cm, localisation inconnue, vente Rouillac 2006[24].
- Portrait du docteur Clot-bey, 1833, huile sur toile, musée de Grenoble.
- Le général de Lariboisière faisant ses adieux à son fils, lieutenant au 1er régiment de carabiniers, au début de la bataille de la Moskowa, le 7 septembre 1812, 1814, huile sur toile, 2,94 x 2,35 cm, Paris, musée de l'Armée
- Antoine Charles Louis Lasalle (1775-1809), général recevant la capitulation de la garnison de Stettin, le 30 octobre 1806, 1808, huile sur toile, 2,48 x  1,74 cm, Paris, musée de l'Armée

Dates non documentées
- Eléazar préfère la mort au crime de violer la Loi en mangeant des viandes défendues, huile sur toile, Dijon, musée Magnin ;
- Eléazar préfère la mort au crime de violer la Loi en mangeant des viandes défendues, huile sur toile, musée des Beaux-Arts de Saint-Lô ;
- Paysage antique, huile sur toile, 38 × 46,1 cm, musée des Beaux-Arts de Brest[25] ;
- Cavalier arabe, XIXe siècle, lithographie, 36 × 26,5 cm, Château-Musée de Nemours[26] ;
- Christine Boyer (1776-1800), huile sur toile, 214 × 134 cm, Paris, musée du Louvre[27] ;
- La bataille de Wagram, huile sur toile, Boissy-Saint-Léger, château de Grosbois.

### Dessins
- Homme debout frappant un taureau, pierre noire, estompe et craie blanche sur papier beige, H. 0,588 ; L. 0,443 m[28]. Paris, Beaux-Arts de Paris[29]. Avec cette étude académique de sacrificateur romain, il gagna la première médaille de quartier en octobre 1790. Gros historicise son académie, en transformant son modèle en Hercule et en ajoutant tout un décorum. Il insiste sur la netteté du trait et porte une attention particulière à l'expression du modèle, son visage dur correspond à la mise en situation de ce sacrifice.

Œuvres d'Antoine-Jean Gros
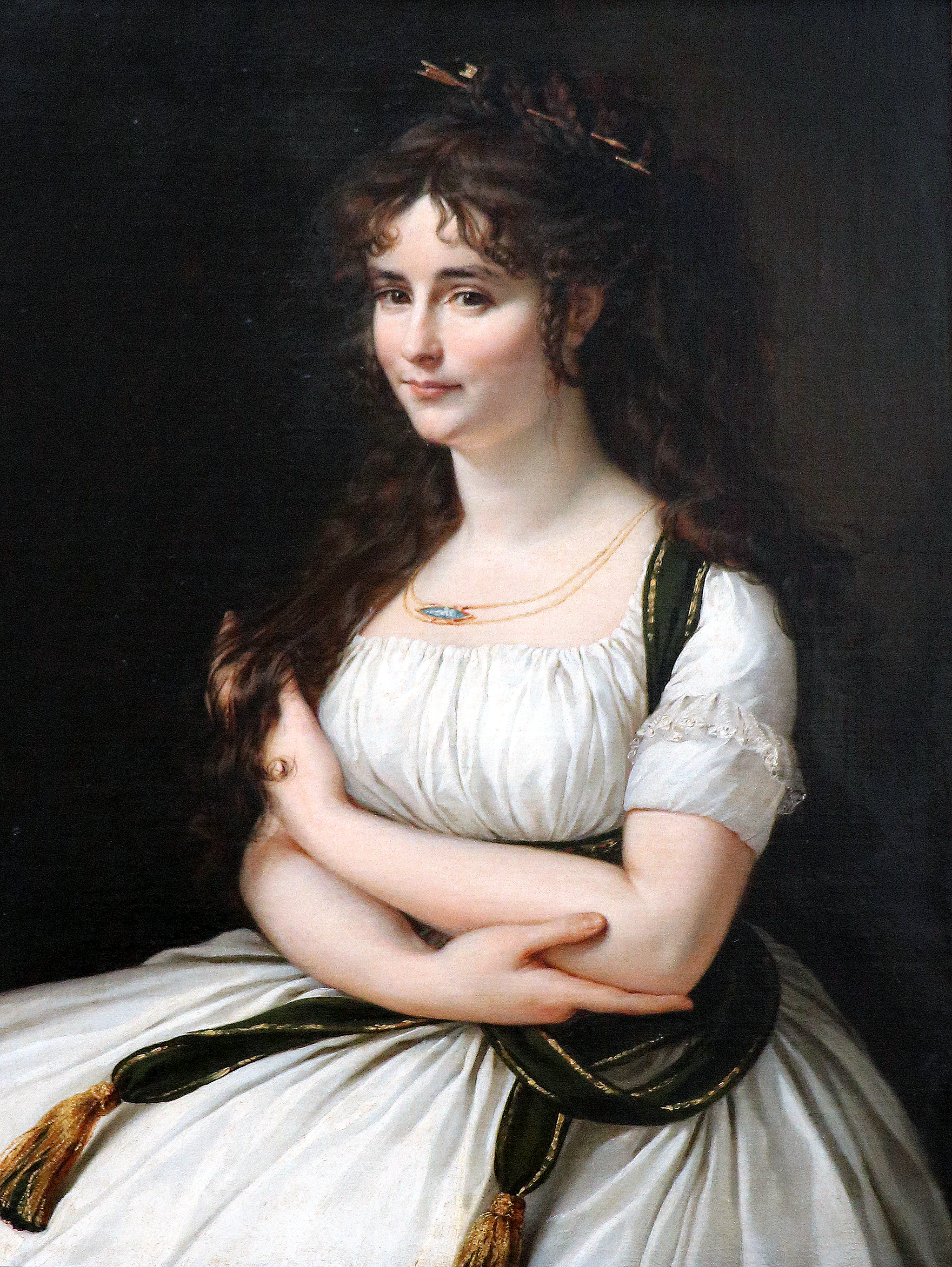
Portrait de Madame Pasteur, née Madeleine Alexandre (1773-1841) (1795-1796), musée d'Arts de Nantes.
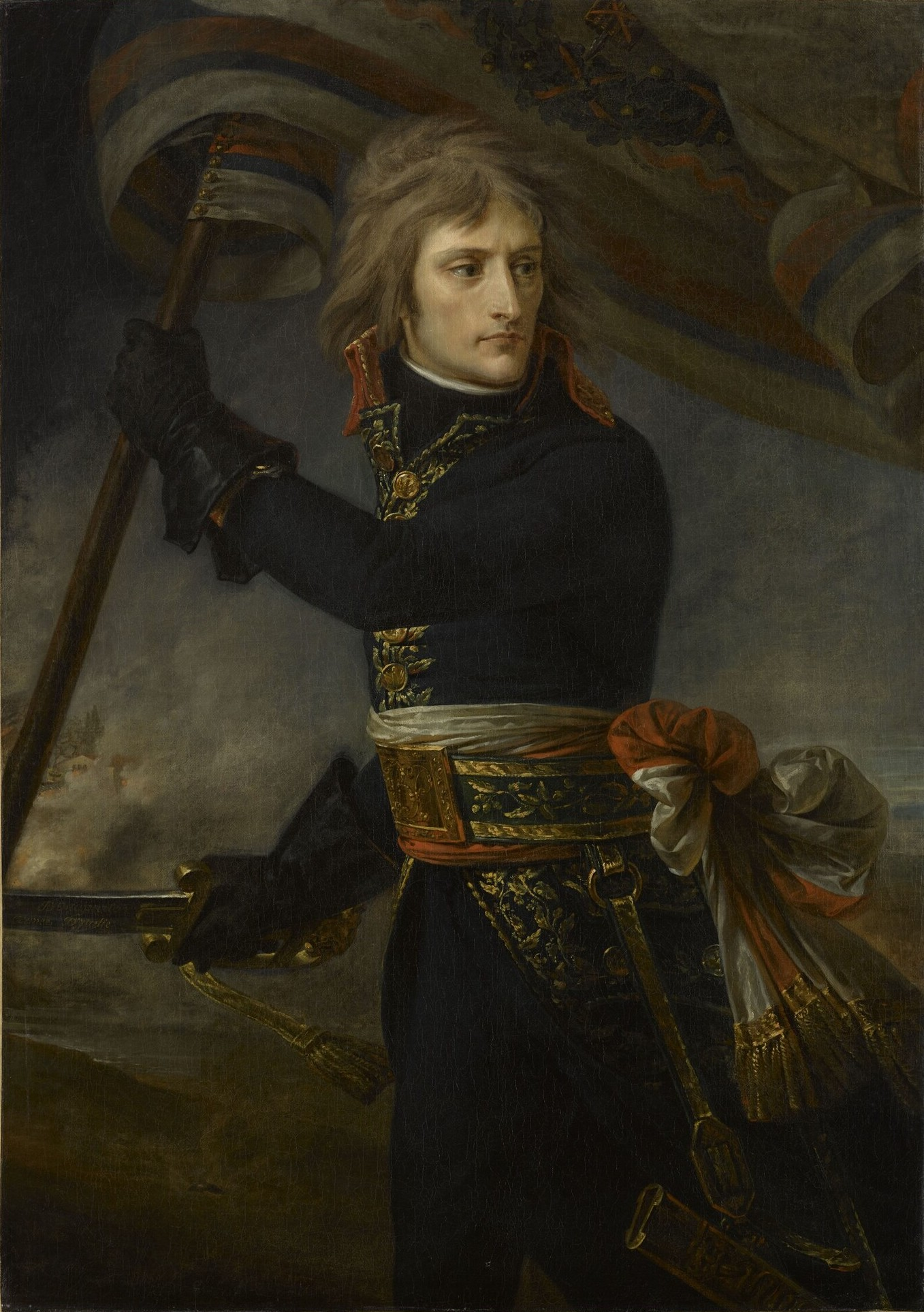
Bonaparte au pont d'Arcole (1796), château de Versailles.
Christine Boyer (vers 1800), Paris, musée du Louvre.
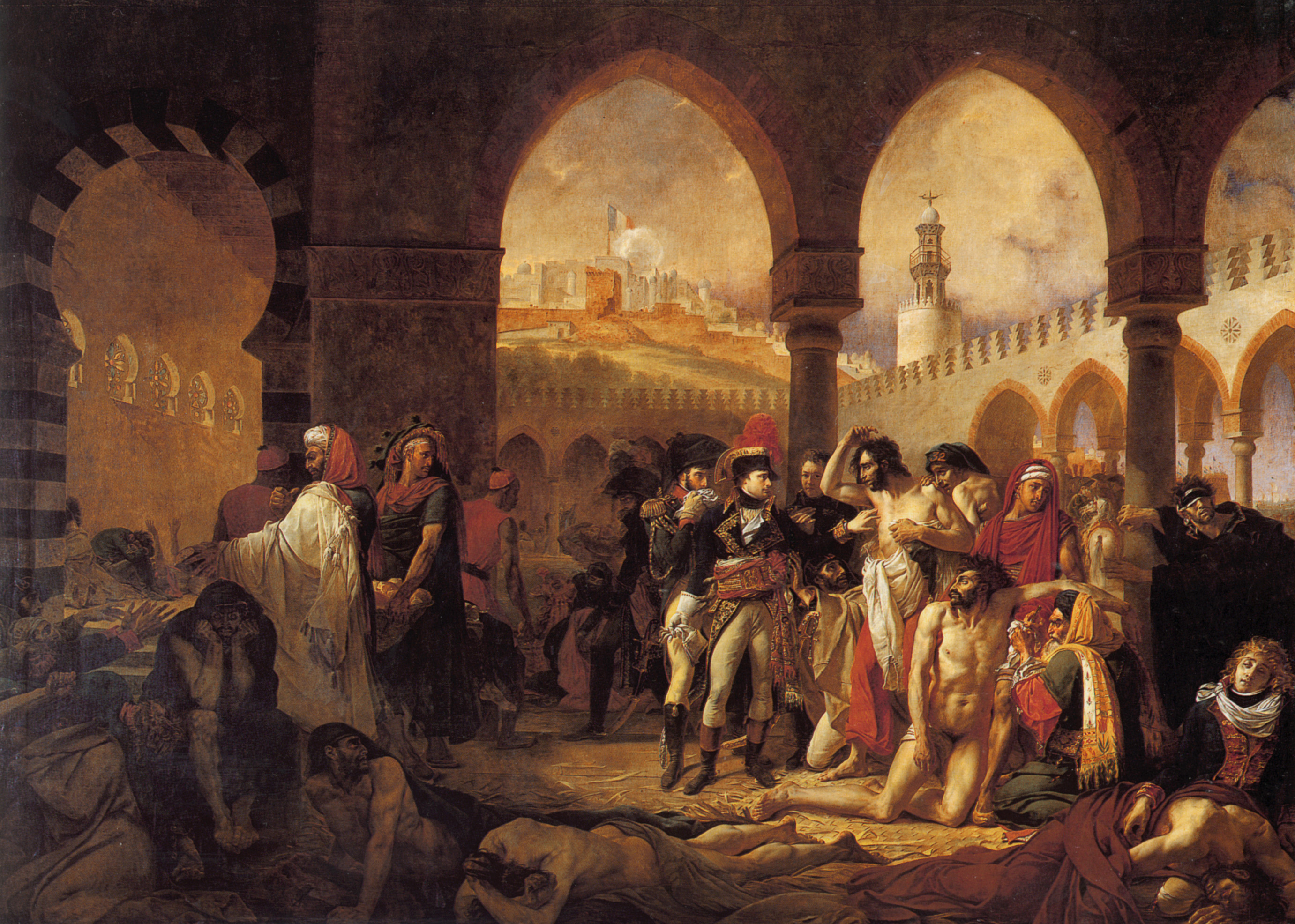
Bonaparte visitant les pestiférés de Jaffa (1804), Paris, musée du Louvre.
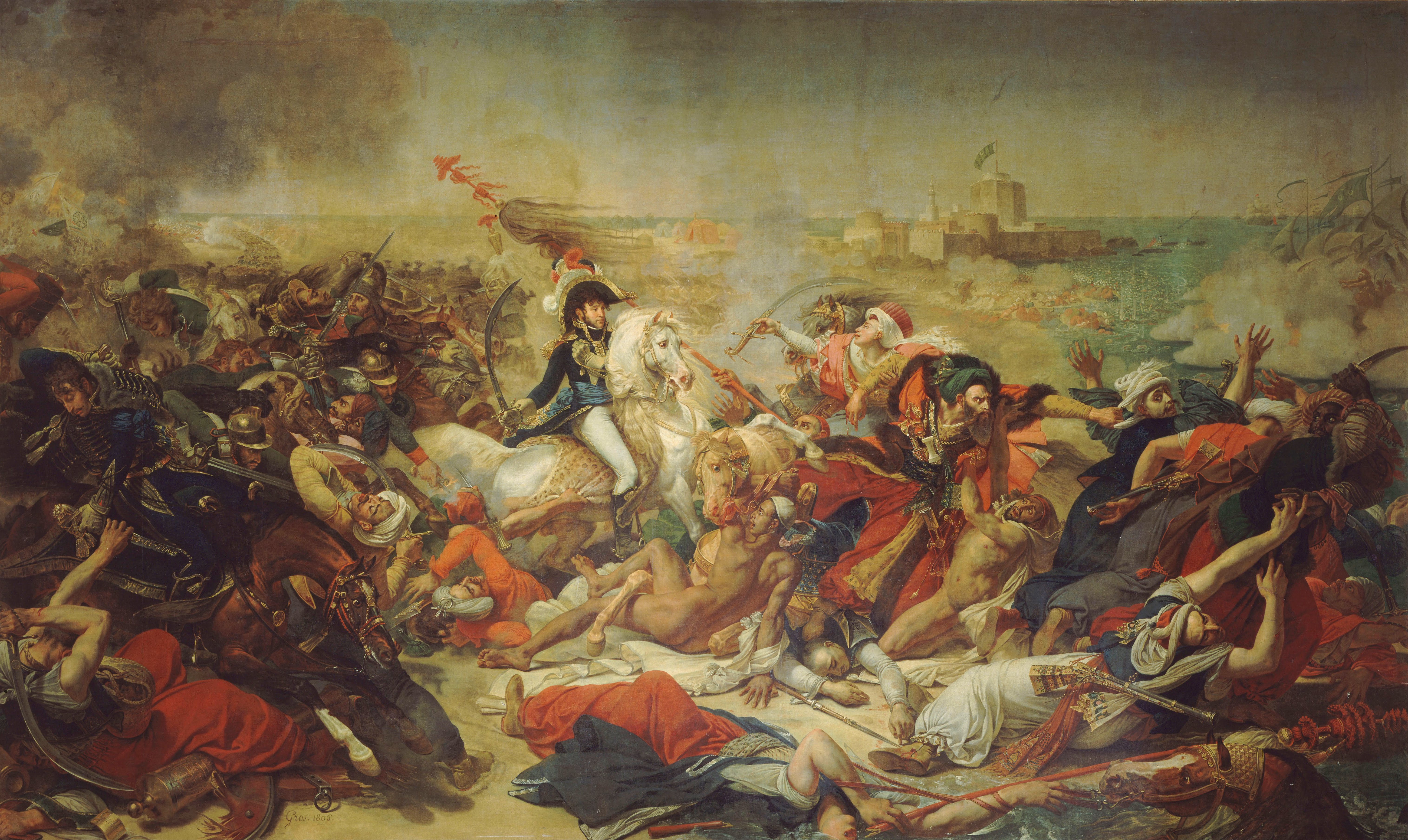
La Bataille d'Aboukir (1806), château de Versailles.
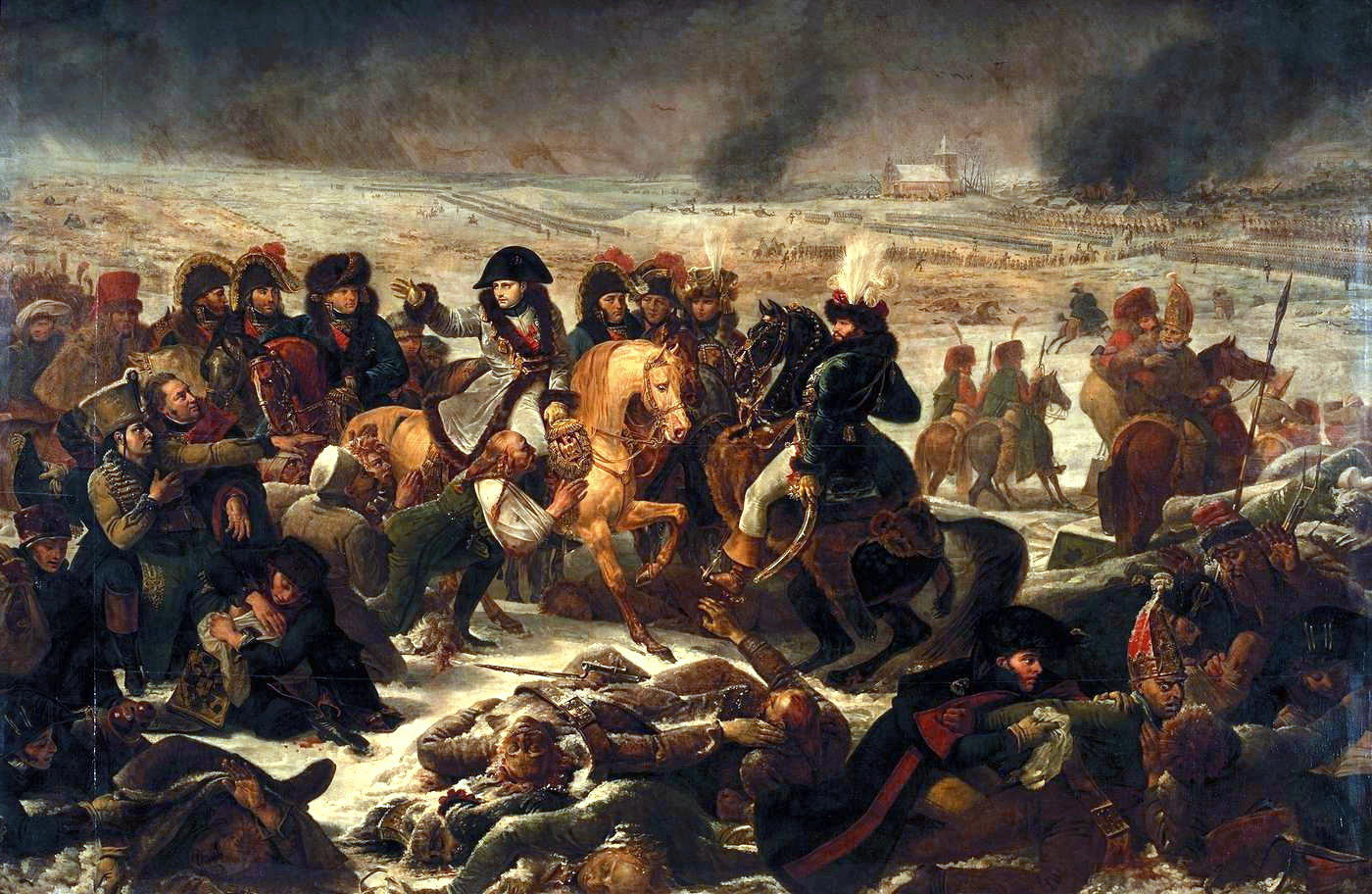
Napoléon sur le champ de bataille d'Eylau (1808), Paris, musée du Louvre.
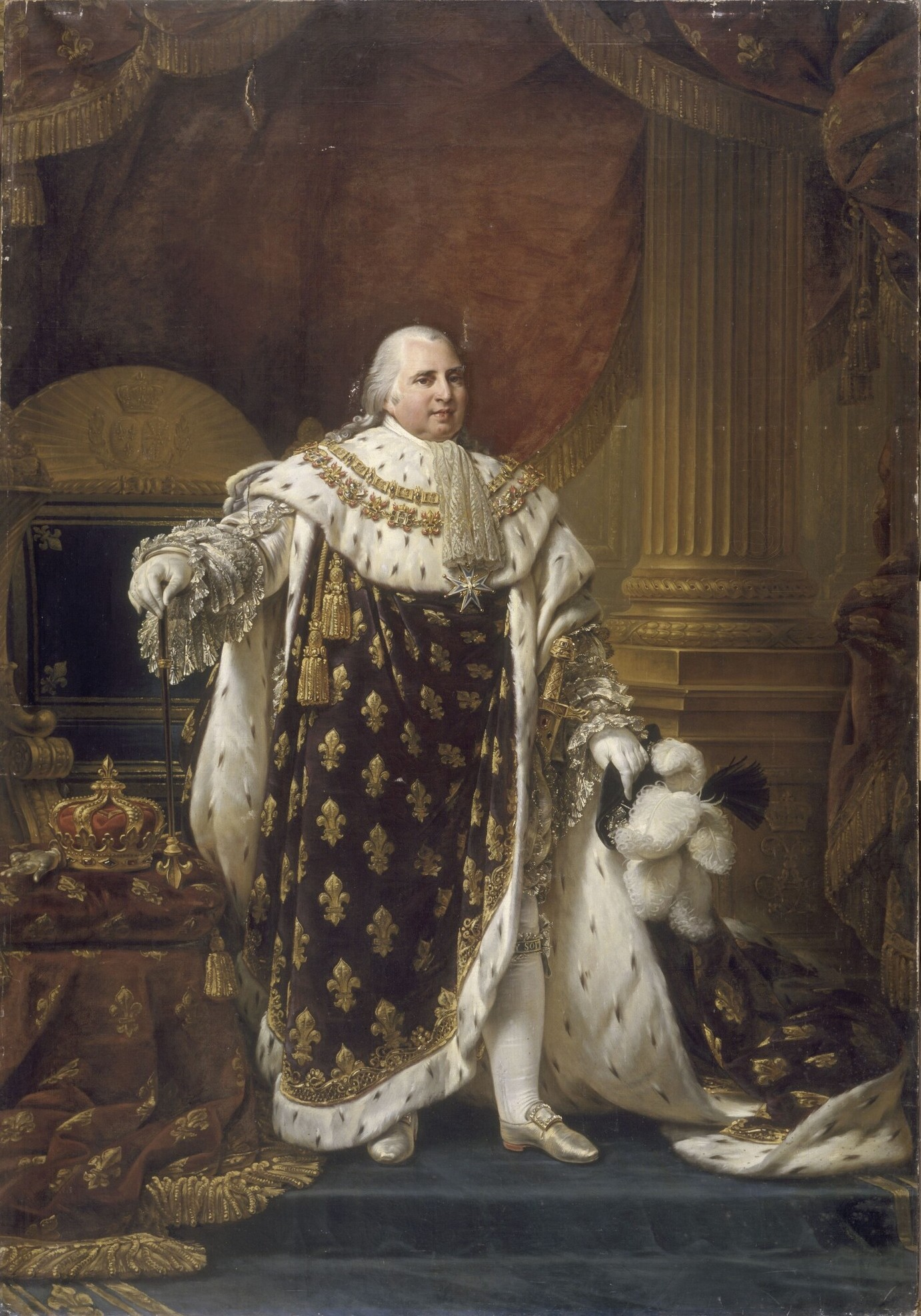
Louis XVIII, roi de France et de Navarre (1817), château de Versailles.
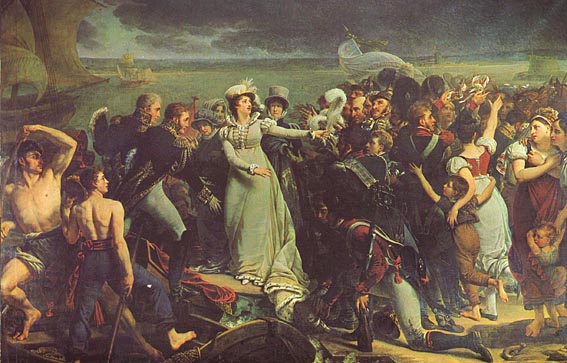
Embarquement de la Duchesse d'Angoulême à Pauillac (1818), musée des Beaux-Arts de Bordeaux.
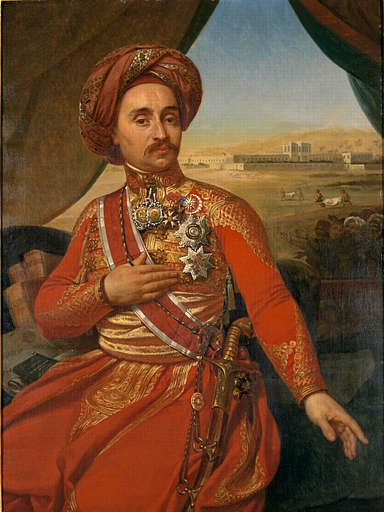
Portrait du docteur Clot-Bey (1833), musée de Grenoble.
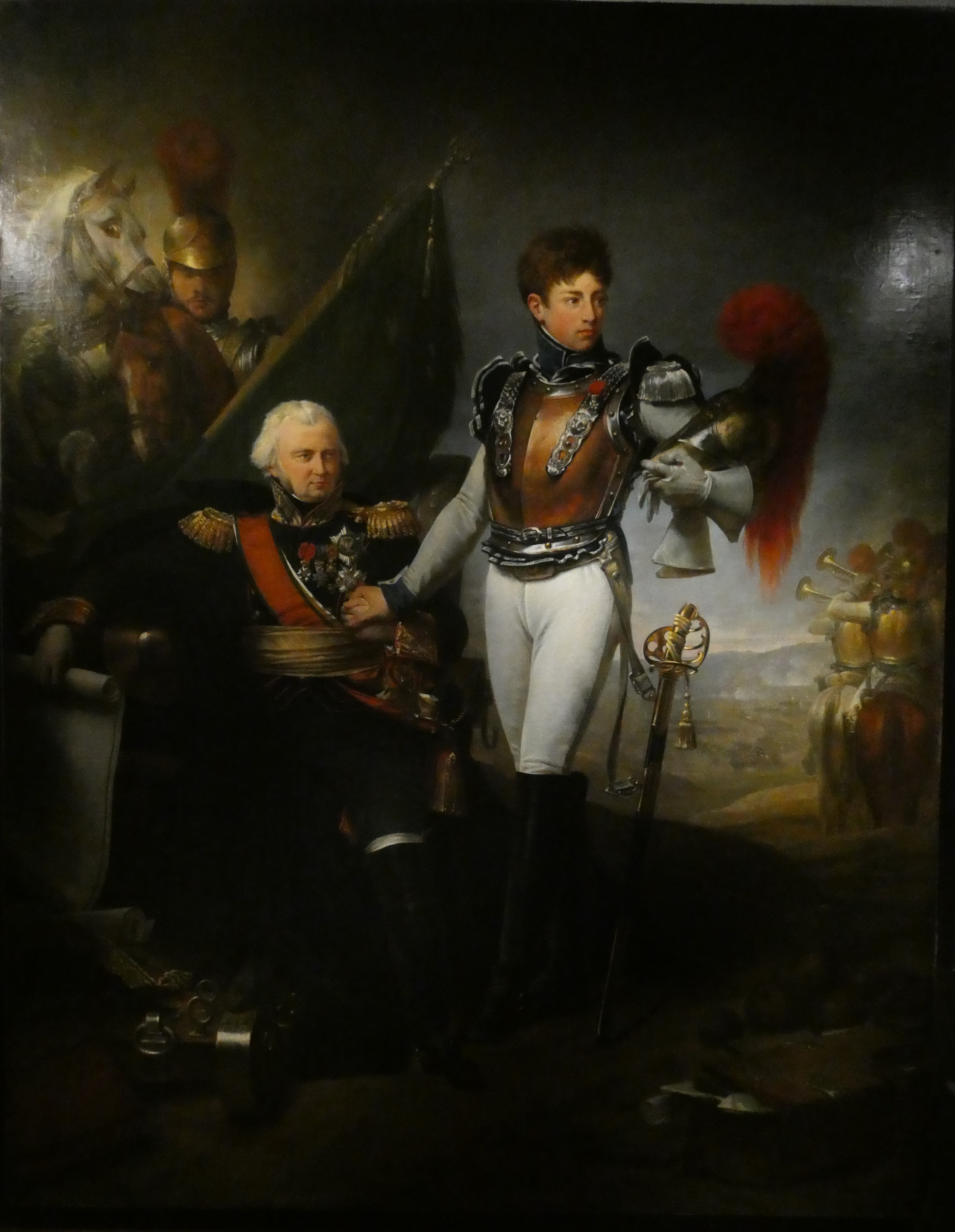
Le général de Lariboisière faisant ses adieux à son fils, lieutenant au 1er régiment de carabiniers, au début de la bataille de la Moskowa, le 7 septembre 1812, 1814, huile sur toile, 2,94 x 2,35 cm, Paris, musée de l'Armée.
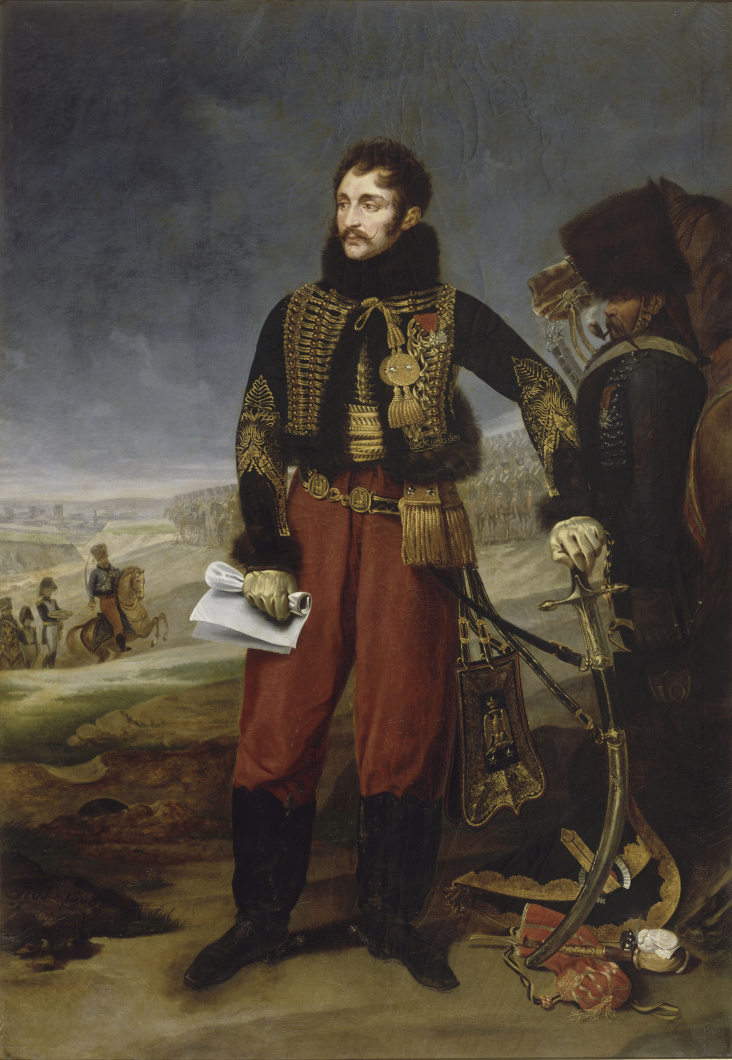
Le Général Antoine Charles Louis Comte de Lasalle recevant la capitulation de la garnison de Stettin le 29 octobre 1806, 1808, huile sur toile, 2,48 x 1,74 cm, Paris, musée de l'Armée.

### Lithographies
- Chef des mamelouks à cheval appelant du secours, 1817
- Arabe du désert, 1817

cf. Henri Béraldi, Les graveurs du XIXe siècle, Tome VII, page 260, Paris 1888

## Collaborateurs
- François Diday[réf. nécessaire] (1802-1877), actif en 1823.

## Élèves
- Charles Dusaulchoy (1781-1852)
- André Jean Antoine Despois (1783-1873)
- Jean-Hilaire Belloc (1787-1866)
- Pierre-Roch Vigneron (1789-1872)
- Jean-Baptiste Parelle (1790-1837)
- Louis Crignier (1790-1848)
- Amable-Paul Coutan (1792-1837), en 1812, prix de Rome 1820
- Charles Ablitzer (1793-1851)
- Achille Jean-Baptiste Leboucher (1793-1871), entré le 20 mars 1818
- Georges Jacquot (1794-1874), en 1813
- Pierre-Jules Jollivet (1794-1871)
- Edme-Jean Pigal (1794-1872), en 1816
- Nicolas-Auguste Hesse (1795-1869), en 1811, prix de Rome 1818
- Gilles-François Closson (1796-1842)
- Alphonse Lavaudan (1796-1857)
- Paul Delaroche (1797-1856), vers 1820
- Auguste-Joseph Carrier (1797-1875)
- Charles-Auguste van den Berghe (1798-1853), en 1825
- Henri Marcellin Auguste Bougenier (1799-1866)
- Henry Monnier (1799-1877), vers 1816-1819
- Bernard-Romain Julien (1802-1871), vers 1822
- Auguste Hussenot (1799-1885), vers 1823
- Augustin-Désiré Pajou (1800-1878)
- Félix Auvray (1800-1833)
- Hippolyte Bellangé (1800-1866)
- Adolphe Roger (1800-1880)
- Louis-Félix Amiel (1802-1864)
- Ferdinand Wachsmuth (1802-1869)
- Richard Parkes Bonington (1802-1828), d'avril 1819 à septembre 1821
- Paul Huet (1803-1869)
- Auguste-Hyacinthe Debay (1804-1865)
- Claude Nozerine (1804-1878)
- Jean-Baptiste-Prudent Carbillet (1804-1888)
- Denis Lecocq (1805-1851)
- Carlo Marochetti (1805-1867)
- Edmond Tudot (1805-1861)
- Alexis Joseph Pérignon (1806-1882)
- Pierre Girard (1806-1872)
- Jacques-François Llanta (1807-1864)
- Alphonse-Léon Noël (1807-1884)
- Étienne Sabatier (1810-1868)
- Alphonse Louis Galbrund (1810-1885)
- Alfred de La Hogue (1810-1886)
- Eloy Chapsal (1811-1882), de 1833 à 1835
- Félix Louis Leullier (1811-1882)
- Louis-Joseph-Isnard Desjardins (1814-1894)
- Achille Gallier (1814-1871)
- Thomas Couture (1815-1879)
- Charles Müller (1815-1892)
- François Debon (1816-1872)
- Philippe Rousseau (1816-1887)
- Jacques-Émile Lafon (1817-1886)
- Louis Martinet (1814 - 1895)

- Charles-Émile Wattier (1800-1868)

## Hommage
- Rue Gros (Paris)